# Odontopteryx

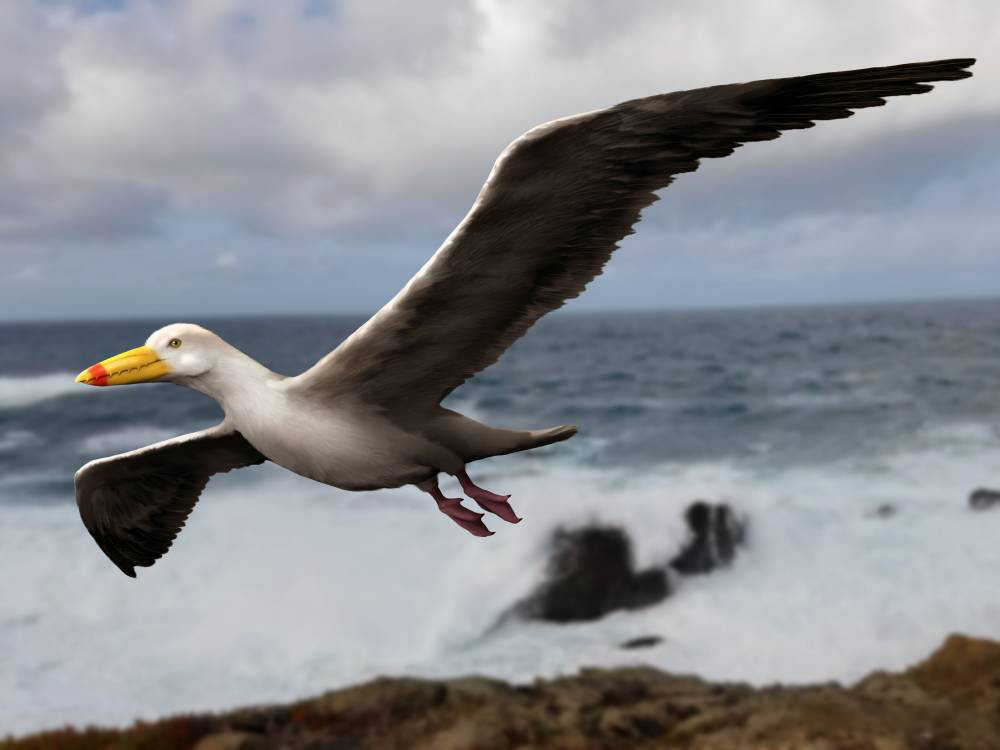
Реконструкція зовнішнього вигляду

Odontopteryx — викопний рід морських птахів вимерлої родини костезубих (Pelagornithidae), що існував у пізньому палеоцені та ранньому еоцені (57 — 41 млн років тому). Викопні рештки знайдені в Європі.

## Опис
Морський птах завдовжки до 90 см з 15-сантиметровим черепом. У нього були довгі крила та унікальні, висунуті вперед зубоподібні виступи на ріжучій поверхні щелеп. Череп мав таку ж форму і розмір, як і в сучасних сул.